# Gazeta Skierniewicka
Gazeta Skierniewicka – dwutygodnik społeczno-gospodarczy ukazujący się w latach 1930–1934.
Redakcja i administracja gazety mieściła się w Skierniewicach przy ul. Żwirki 1.
Gazeta publikowała sprawy lokalne, urzędowe, kulturalne.
Cena gazety wynosiła 30 groszy.